# Frédéric Delpla
Frédéric Delpla (Sarcelles, 9 de noviembre de 1964) es un deportista francés que compitió en esgrima, especialista en la modalidad de espada.
Participó en los Juegos Olímpicos de Seúl 1988, obteniendo una medalla de oro en la prueba por equipos (junto con Jean-Michel Henry, Olivier Lenglet, Philippe Riboud y Éric Srecki).

## Palmarés internacional
| Juegos Olímpicos | Juegos Olímpicos     | Juegos Olímpicos | Juegos Olímpicos   |
| Año              | Lugar                | Medalla          | Prueba             |
| ---------------- | -------------------- | ---------------- | ------------------ |
| 1988             | Seúl (Corea del Sur) | Medalla de oro   | Espada por equipos |